# Joaquín Flórez-Osorio y Teijeiro de la Carrera
Joaquín Flórez-Osorio y Teijeiro de la Carrera  (1740 - 1825) fue un político liberal español que jugó un papel destacado durante la invasión napoleónica en España. Fue a su vez el VI vizconde de Quintanilla de Flórez y el señor del Coto de Perales y de Primou.

## Biografía
Descendiente de Guillermo I de Inglaterra y Fernando I de León, Quintanilla de Flórez nació en el seno de una familia de la aristocracia leonesa, con fortuna. Inició sus estudios de leyes en la Universidad de Salamanca y prosiguió su formación en humanidades y cultura general en el Real Seminario de Nobles, de Madrid. 

### Carrera política
Tras el motín de Aranjuez, Flórez-Osorio rechazó formar parte del gobierno de José Bonaparte y fue nombrado diputado de la Junta Suprema Provincial del Reino de León y Castilla, constituida el 30 de mayo de 1808. Fue interlocutor entre el marqués de La Romana y John Moore, jefe del Ejército británico en España. Tras los primeros levantamientos en León y Galicia en julio de 1808, Quintanilla de Flórez reorganiza la Junta Suprema de León y Castilla. 
Cuando el 25 de septiembre de 1808, la Junta Suprema Central y Gubernativa del Reino se constituyó en Aranjuez, Joaquín fue nombrado vocal por León con rango de ministro y por tanto uno de los treinta y cuatro miembros del nuevo Gobierno español. 
Desde la Junta, Flórez-Osorio impulsó la lucha armada contra los franceses tras la batalla de Bailén durante la guerra de la Independencia Española, contribuyó a reformar las Cortes e influyó el debate de un proyecto de la Pepa, como se conoce a la Constitución que sería aprobado más tarde en las Cortes de Cádiz de 1812. Tras la retirada del ejército inglés en 1810, Joaquín ayudó al marqués de La Romana a reorganizar sus fuerzas en el norte de España.
Tras la instauración de la Regencia se refugió en León, donde escribió la justificación política de su actuación en la Junta Central, Memoria en defensa de la Restauración Monárquica, que se imprimió en León.

### Matrimonio y descendencia
Flórez-Osorio se casó con Juana de Dios Teijeiro y Rocafull, hija de los III Condes de Montealegre y del Barón de Polop, nieta de los I Marqueses de la Villa de Albudeite, Grandes de España, y sobrina de Melchor de Navarra y Rocafull, Virrey del Perú, Duque de la Palata y Príncipe de Massa. Tuvieron una hija, Joaquina Flórez-Osorio y Teijeiro. 
Tras el fallecimiento de Juana, Joaquín contrajo matrimonio en segundas nupcias con Jacoba de Coca y Maldonado el 17 de abril de 1788 con quien tuvo dos hijos, Antonio y Manuel Flórez-Osorio y Coca.